# Sì, ti voglio bene
Sì, ti voglio bene è una miniserie televisiva, con Johnny Dorelli e Barbara De Rossi, trasmessa su Rai 1 nel 1994 e poi replicata in orari notturni anche negli anni duemila. È il seguito della miniserie Ma tu mi vuoi bene? di due anni prima.

## Trama
Il Giudice dei Minori Enrico Morosini (Johnny Dorelli) vive ormai stabilmente con la piccola cambogiana che gli è stata affidata dal Tribunale e decide presto di cambiare casa.
Nel nuovo condominio la bambina fa amicizia con un coetaneo chiamato Citto, figlio di due genitori separati ma affidato alla madre (Barbara De Rossi). Grazie all'amicizia dei figli scoppia presto una tenera intesa fra Enrico e la giovane madre; il tutto mentre l'anziano padre di Enrico va a convivere con il figlio e finisce con l'innamorarsi (per poi sposarla) della governante.